# One Way (film)
One Way è un film tedesco del 2006 diretto da Reto Salimbeni.